# 24e cérémonie des European Film Awards
La 24e cérémonie des prix du cinéma européen (24th European Film Awards), organisée par l'Académie européenne du cinéma, a eu lieu le 3 décembre 2011 et a récompensé les films européens réalisés dans l'année.

## Palmarès

### Meilleur film
- Melancholia  Danemark  Suède  France  Allemagne  Italie
  - The Artist  France
  - Le Gamin au vélo  Belgique  France  Italie
  - Revenge (Hævnen)  Danemark  Suède
  - Le Discours d'un roi (The King's Speech)  Royaume-Uni
  - Le Havre  Finlande  France  Allemagne

### Meilleur réalisateur
- Susanne Bier pour Revenge (Hævnen)
  - Jean-Pierre Dardenne et Luc Dardenne pour Le Gamin au vélo
  - Aki Kaurismäki pour Le Havre
  - Béla Tarr pour Le Cheval de Turin (A torinói ló)
  - Lars von Trier pour Melancholia

### Meilleur acteur
- Colin Firth pour le rôle du roi George VI dans Le Discours d'un roi (The King's Speech)
  - Jean Dujardin pour le rôle de George Valentin dans The Artist
  - Mikael Persbrandt pour le rôle d'Anton dans Revenge (Hævnen)
  - Michel Piccoli pour le rôle du Pape dans Habemus Papam
  - André Wilms pour le rôle de Marcel Marx dans Le Havre

### Meilleure actrice
- Tilda Swinton pour le rôle d'Eva Khatchadourian dans We Need to Talk About Kevin
  - Kirsten Dunst pour le rôle de Justine dans Melancholia
  - Cécile de France pour le rôle de Samantha dans Le Gamin au vélo
  - Charlotte Gainsbourg pour le rôle de Claire dans Melancholia
  - Nadezhda Markina pour le rôle d'Elena dans Elena (Елена)

### Meilleur scénariste
- Jean-Pierre Dardenne et Luc Dardenne pour Le Gamin au vélo
  - Anders Thomas Jensen pour Revenge (Hævnen)
  - Aki Kaurismäki pour Le Havre
  - Lars von Trier pour Melancholia

### Meilleur directeur de la photographie
- Manuel Alberto Claro pour Melancholia
  - Fred Kelemen pour Le Cheval de Turin (A torinói ló)
  - Guillaume Schiffman pour The Artist
  - Adam Sikora pour Essential Killing

### Meilleur monteur
- Tariq Anwar pour Le Discours d'un roi (The King's Speech)
  - Mathilde Bonnefoy pour Trois (Drei)
  - Molly Malene Stensgaard pour Melancholia

### Meilleur chef décorateur européen
- Jette Lehmann pour Melancholia
  - Paola Bizzarri pour Habemus Papam
  - Antxón Gómez (es) pour La piel que habito

### Meilleur compositeur
- Ludovic Bource pour The Artist
  - Alexandre Desplat pour Le Discours d'un roi (The King's Speech)
  - Alberto Iglesias pour La piel que habito
  - Mihály Víg pour Le Cheval de Turin (A torinói ló)

### Meilleur film d'animation
- Chico et Rita (Chico y Rita)  Espagne  Île de Man
  - Le Chat du rabbin  France
  - Une vie de chat  France  Belgique

### Meilleur film documentaire
- Pina  Allemagne
  - Stand van de Sterren  Pays-Bas
  - ¡Vivan las Antipodas!  Allemagne  Pays-Bas  Chili  Argentine

### Meilleur court métrage
- The Wholly Family  Italie
  - Berik  Danemark
  - Little Children, Big Words (Små barn, stora ord)  Suède
  - Incident by a Bank (Händelse vid bank)  Suède
  - Derby  Roumanie
  - Jessi  Allemagne
  - The Wolves (I lupi)  Italie  Pays-Bas
  - The Unliving (Återfödelsen)  Suède
  - Silent River (Apele tac)  Allemagne  Roumanie
  - Paparazzi  Pologne
  - The Great Race (La gran carrera)  Espagne
  - Dimanches  Belgique
  - Out (Tse)  Israël
  - Frozen Stories (Opowieści z chłodni)  Pologne
  - Hypercrisis  Autriche

### People's Choice Award
Prix du public sur Internet.
- Le Discours d'un roi (The King's Speech)  Royaume-Uni
  - Animaux et Cie (Konferenz der Tiere)  Allemagne
  - Même la pluie (También la lluvia)  Espagne
  - Revenge (Hævnen)  Danemark
  - Les Petits Mouchoirs  France
  - Potiche  France
  - Sans Identité (Unknown)  Royaume-Uni
  - Benvenuti al Sud  Italie

### Discovery of the Year - Prix FIPRESCI
Prix décerné par la fédération internationale de la presse cinématographique.
- Oxygène (Adem)  Belgique  Pays-Bas
  - Nouveau Souffle (Atmen)  Autriche
  - Michael  Autriche
  - Smukke menesker  Danemark
  - Tilva Roš  Serbie

### Achievement in World Cinema Award
- Mads Mikkelsen

### Lifetime Achievement Award
- Stephen Frears et Michel Piccoli